# Villerville
Villerville is een gemeente in het Franse departement Calvados (regio Normandië) en telt 698 inwoners (2013). De plaats maakt deel uit van het arrondissement Lisieux.

## Beschrijving
Villerville ligt op een beboste klip en bevindt zich tussen Honfleur (9 km) en Trouville-sur-Mer/Deauville (6 km). Het is een oud vissersdorp, zonder haven, waarbij werd gevaren met platbodemschepen die het strand op werden getrokken. Oude mosselbanken (geen exploitatie meer sinds de Tweede Wereldoorlog) vormen bij laagwater een trekpleister voor vele mosselliefhebbers. Bij hoog water staat het water tot aan de boulevard. Daarnaast zijn er de garnalenvissers die met hun schepnetten langs de kustlijn lopen. Meerdere malen per jaar vindt er een uitgebreide boekenmarkt plaats met vele antieke exemplaren. In de zomer is er een maandelijkse 'brocante' (rommelmarkt).

## Geografie
De oppervlakte van Villerville bedraagt 3,3 km², de bevolkingsdichtheid is 212 inwoners per km².
De onderstaande kaart toont de ligging van Villerville met de belangrijkste infrastructuur en aangrenzende gemeenten.

## Demografie
Onderstaande figuur toont het verloop van het inwonertal (bron: INSEE-tellingen).
Vanwege een beveiligingsprobleem met de MediaWiki Graph-software is het momenteel niet mogelijk deze grafiek weer te geven. Zodra de software is bijgewerkt zal de grafiek vanzelf weer zichtbaar worden.

## Trivia
- Villerville werd in 1962 gebruikt als filmlocatie voor de speelfilm Un singe en hiver. Henri Verneuil was de regisseur. Deze tragikomedie is gebaseerd op de roman van Antoine Blondin. Het scenario werd geschreven door Francois Boyer en regisseur Verneuil terwijl Michel Audiard voor de dialogen instond. Hoofdrolspelers waren Jean Gabin en Jean-Paul Belmondo. De film vertelt het verhaal van een oude alcoholist die al lang niet meer drinkt (Gabin) en dat van een jonge man die zich tegoed doet aan veel alcohol (Belmondo). Villerville is indertijd voor de film omgedoopt tot Tigreville.

## Afbeeldingen

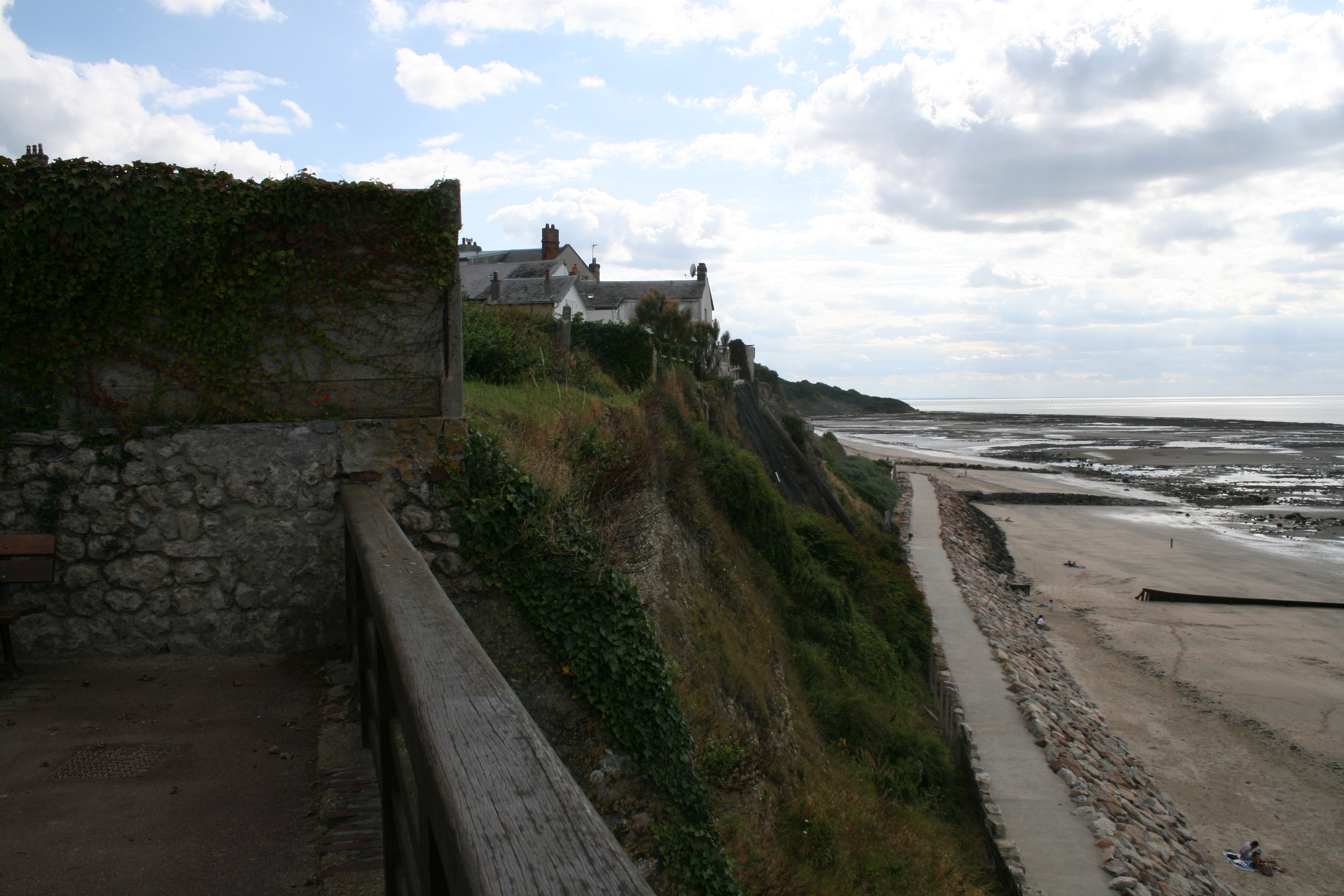
Villerville bij het strand 01 (2009)
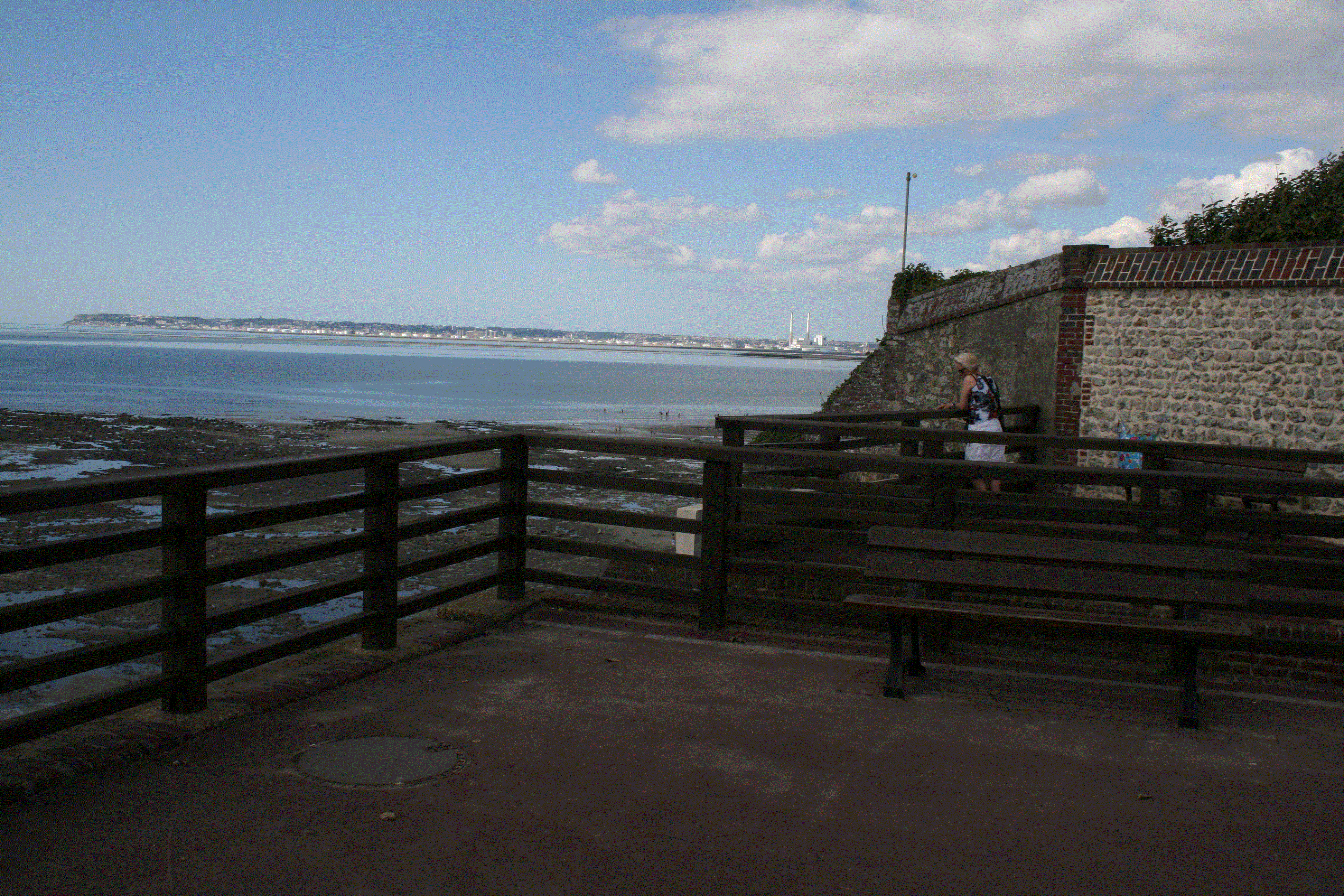
Villerville bij het strand 02 (2009)
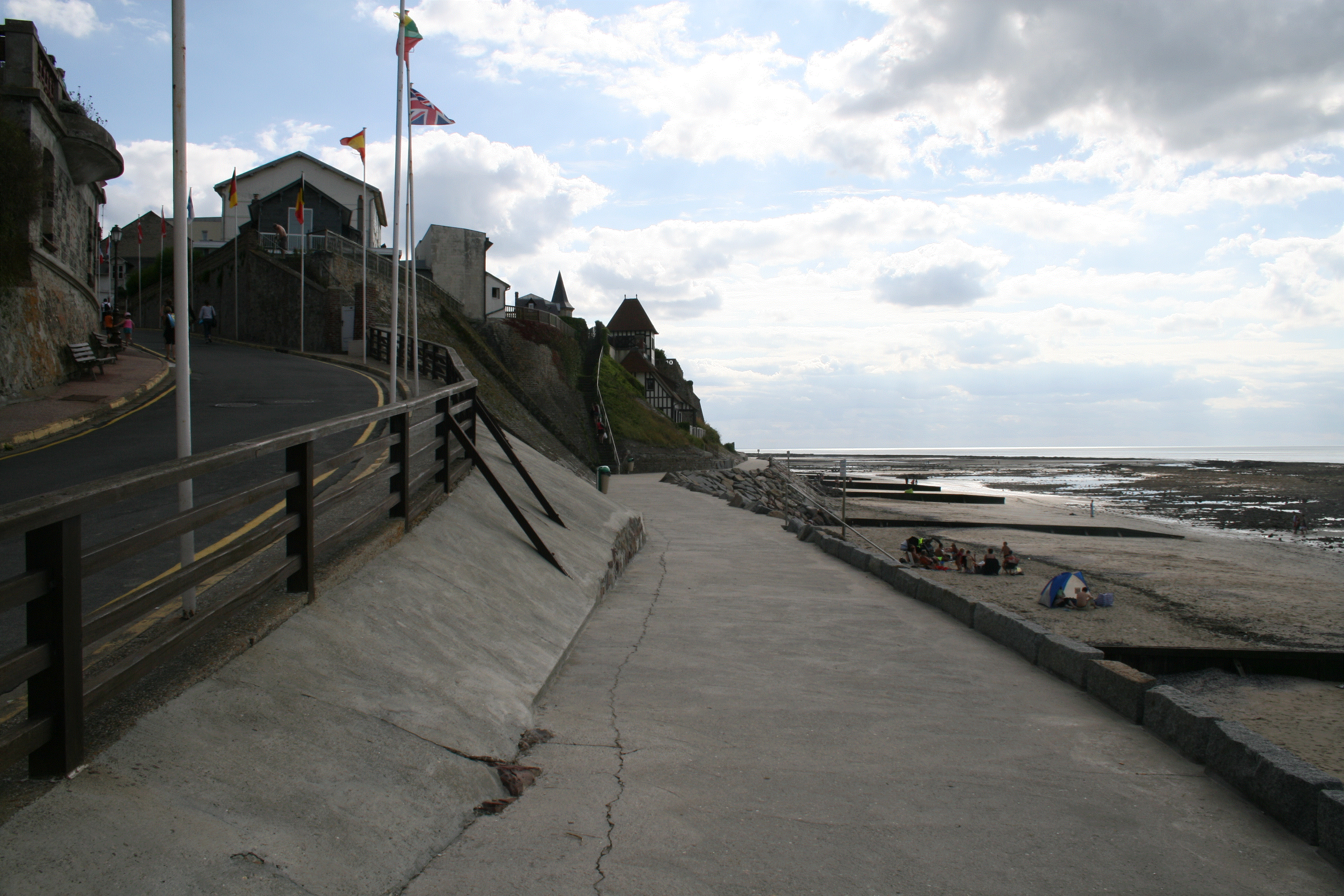
Villerville bij het strand 03 (2009)
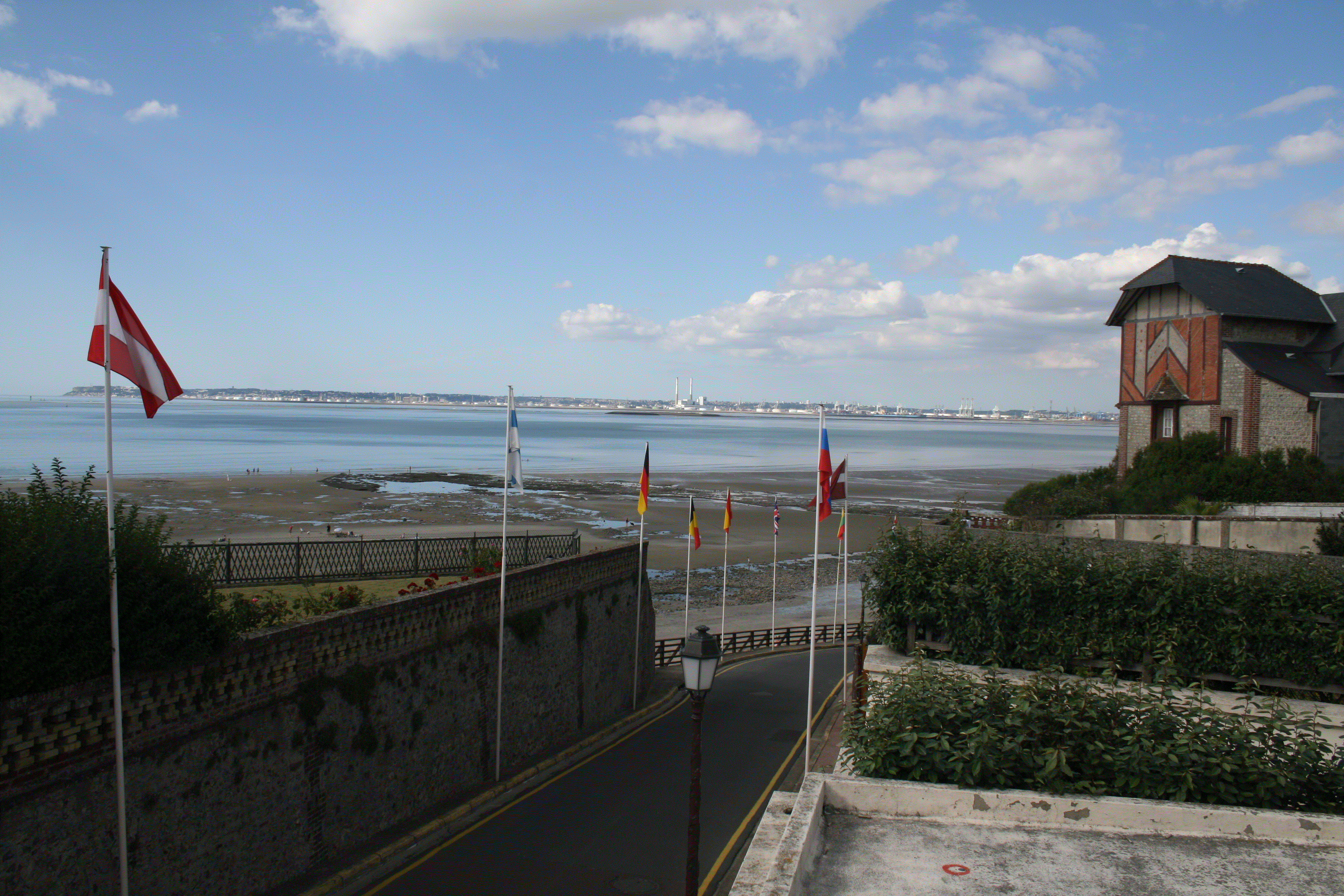
Villerville bij het strand 04 (2009)
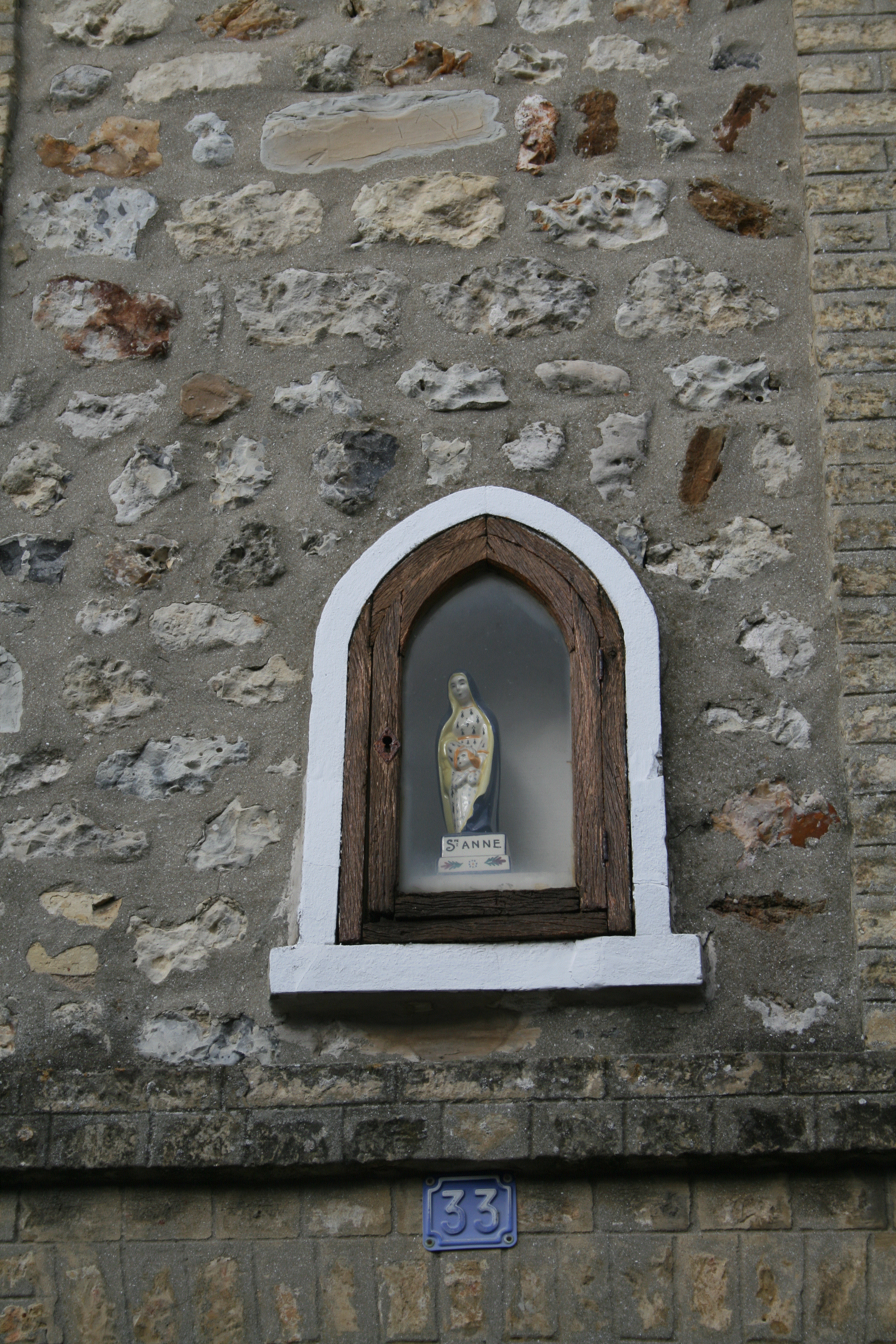
Villerville gevel (2009)
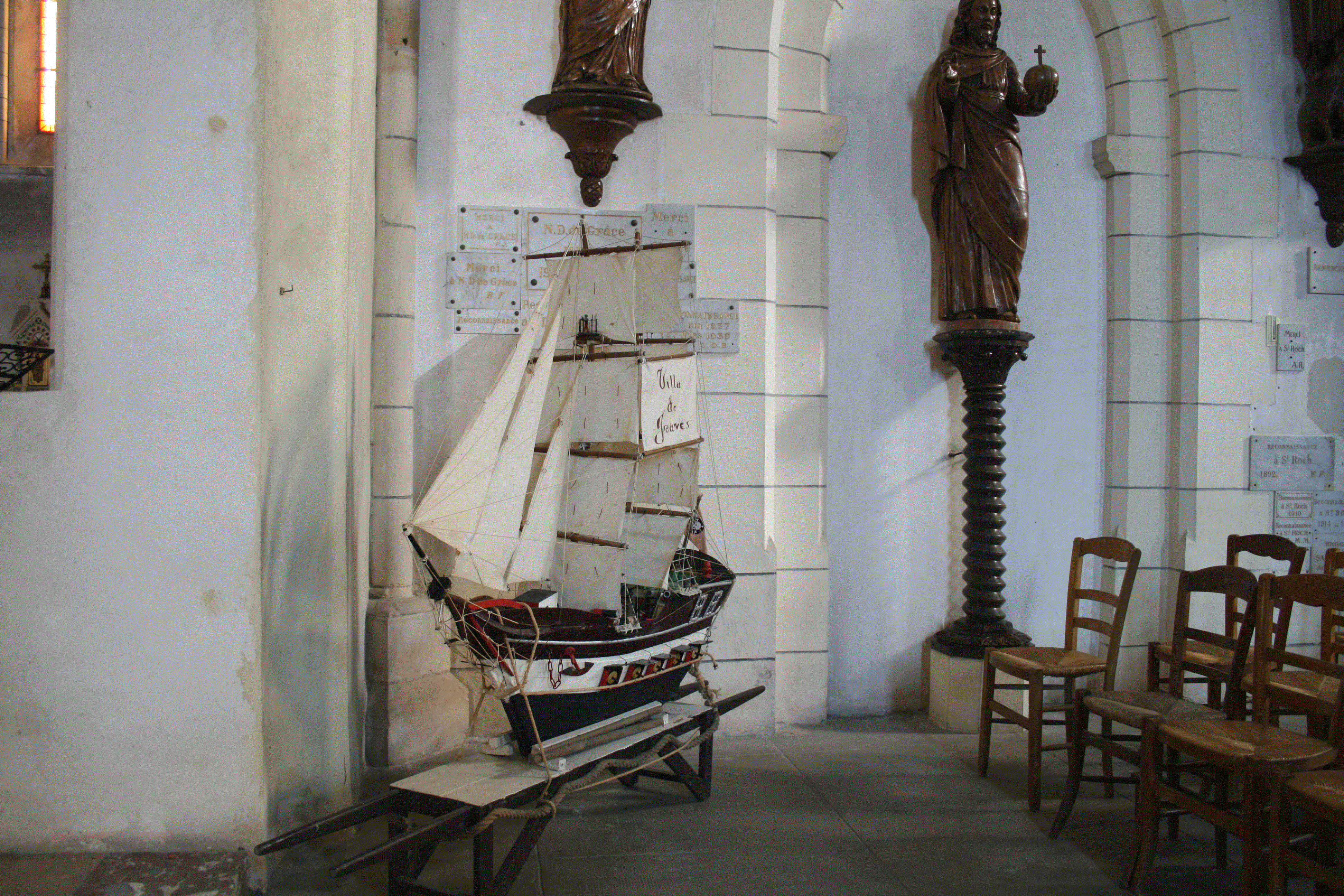
Villerville kerk 01 (2009)
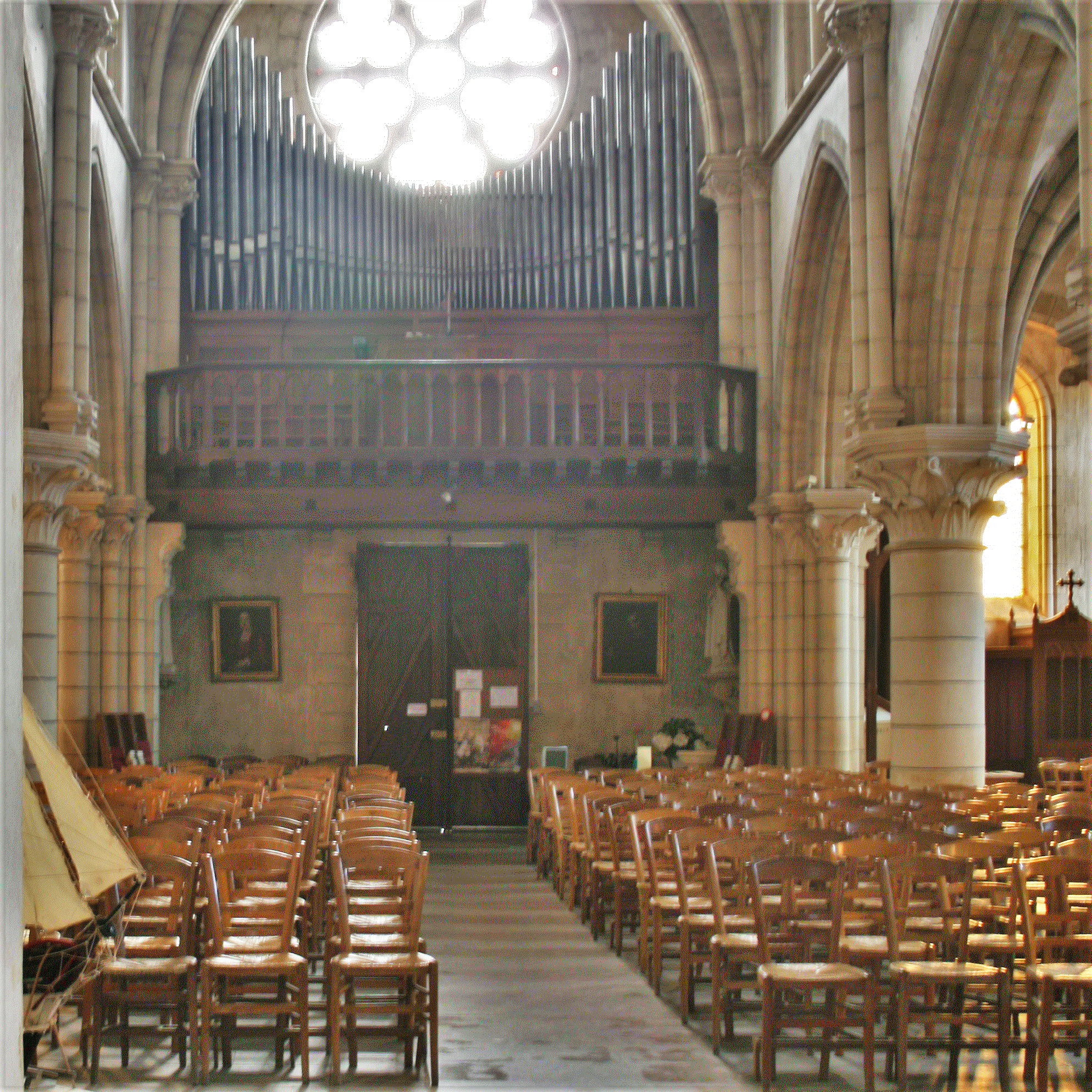
Villerville kerk 02 (2009)
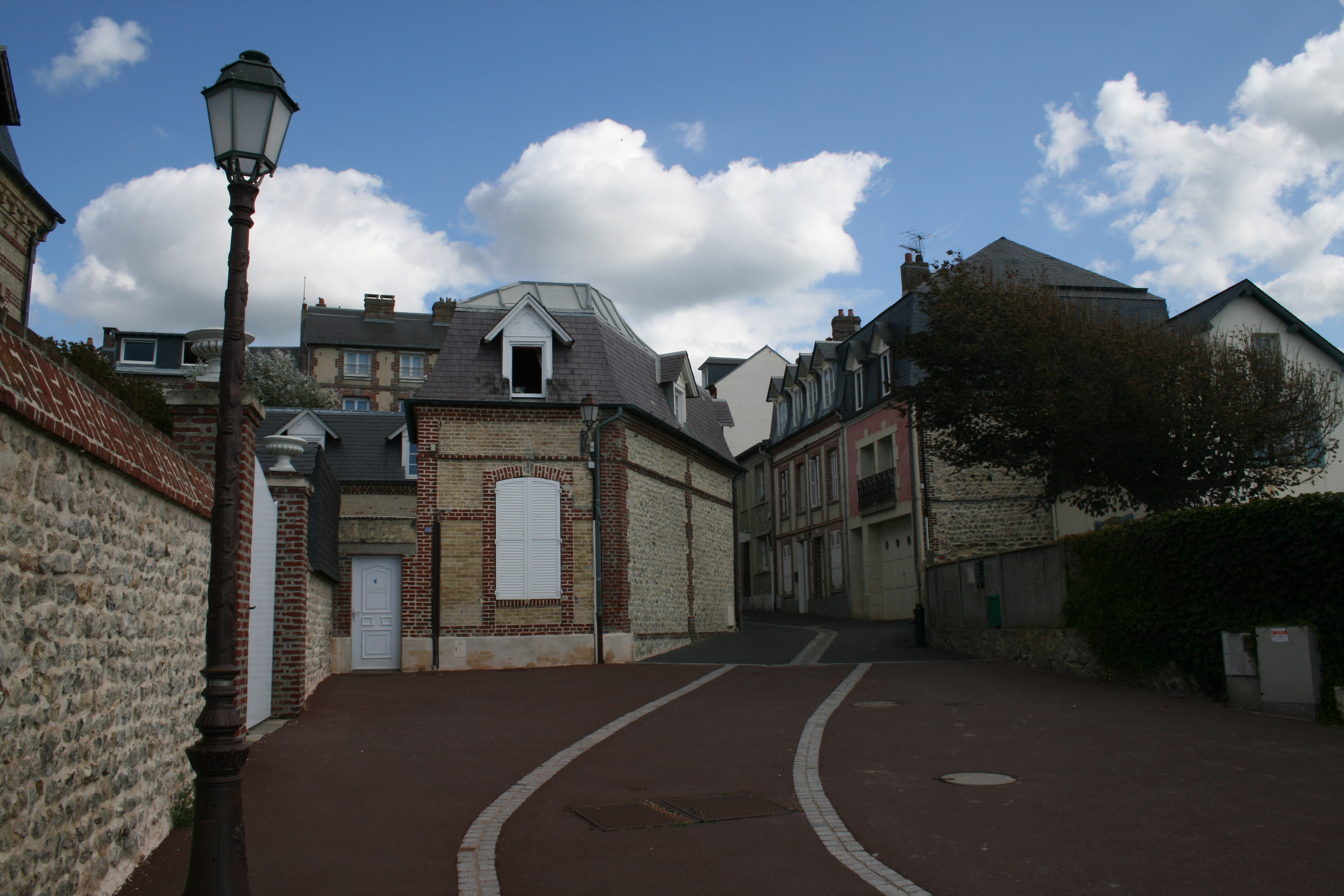
Villerville straatbeeld 01 (2009)
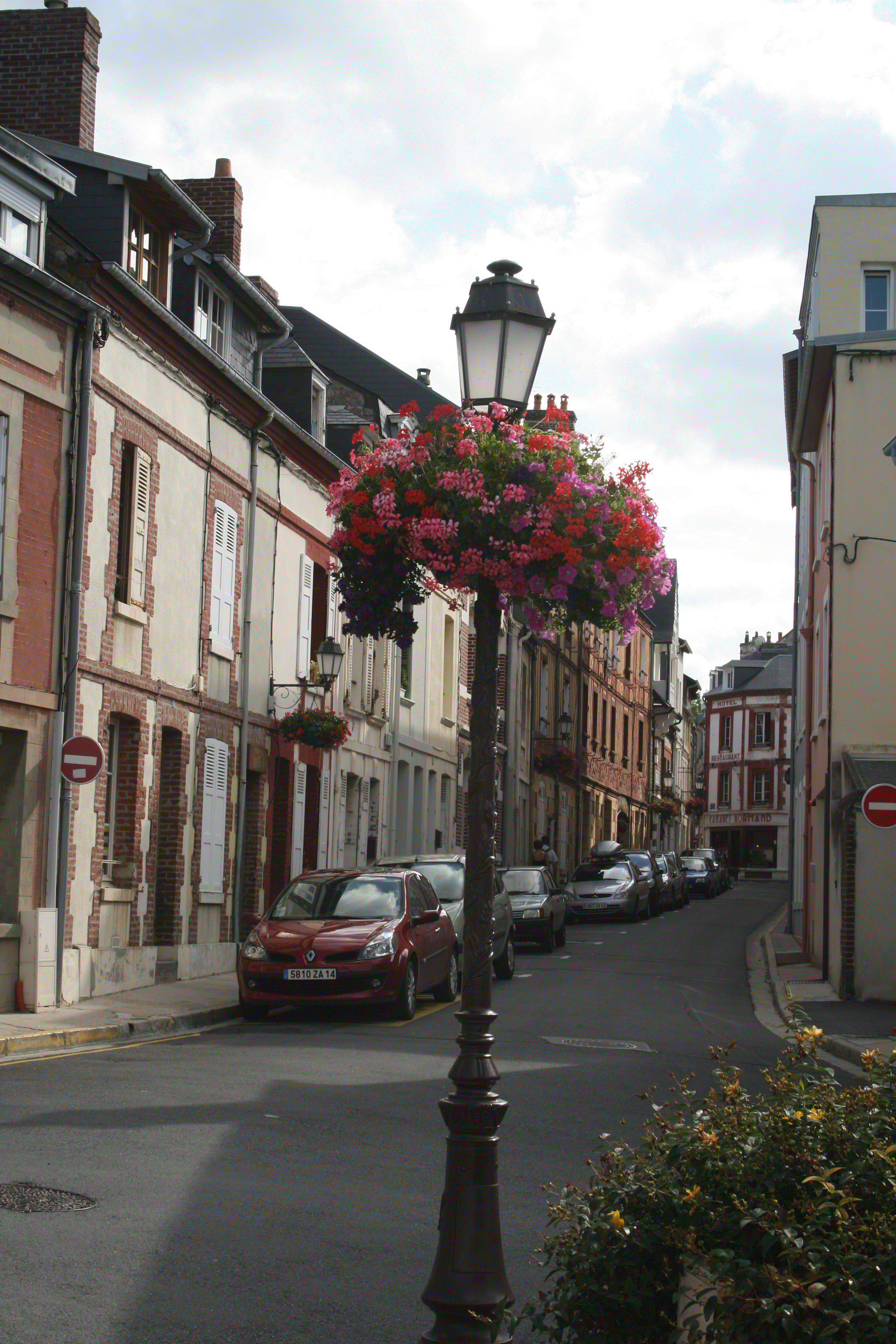
Villerville straatbeeld 02 (2009)
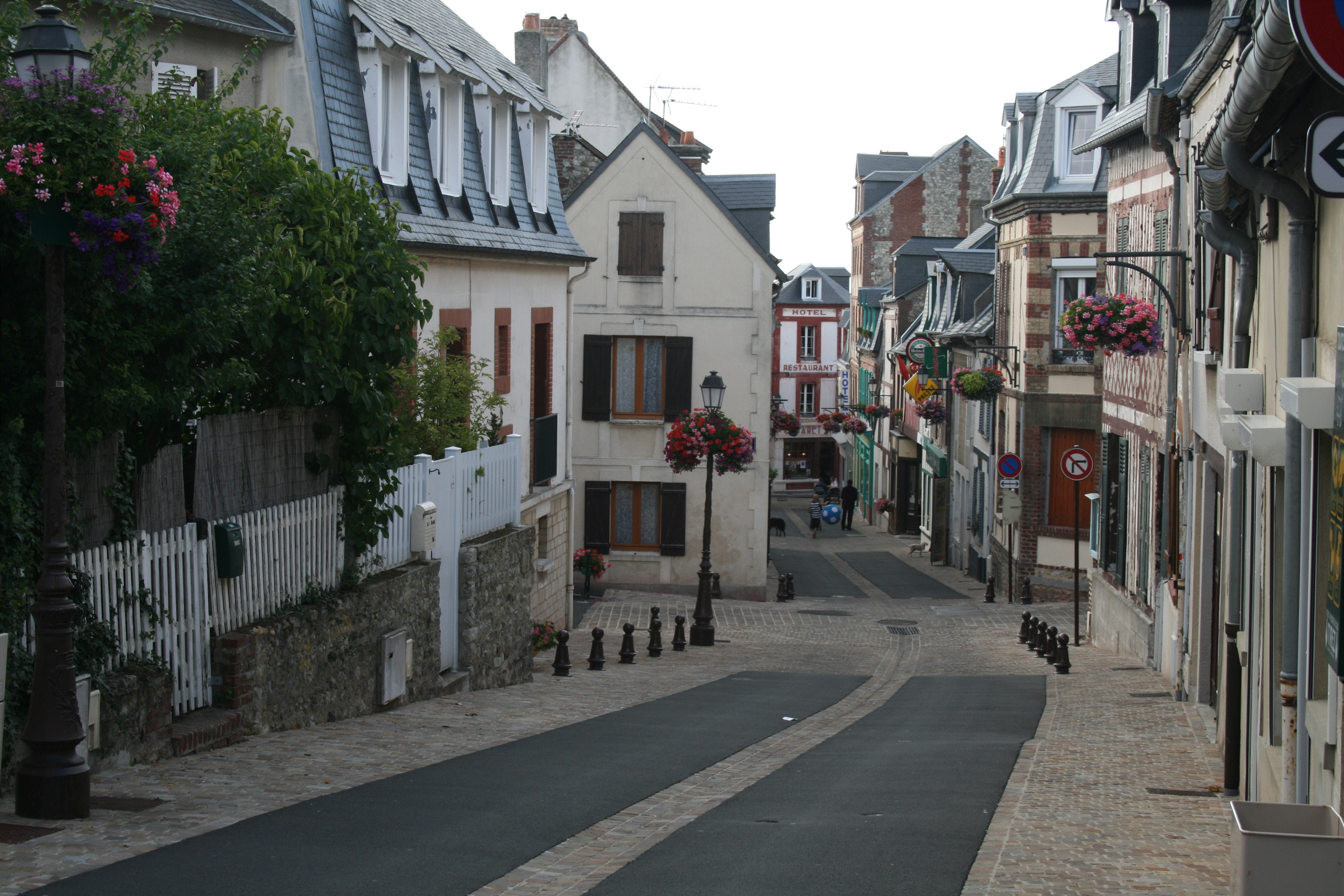
Villerville straatbeeld 03 (2009)
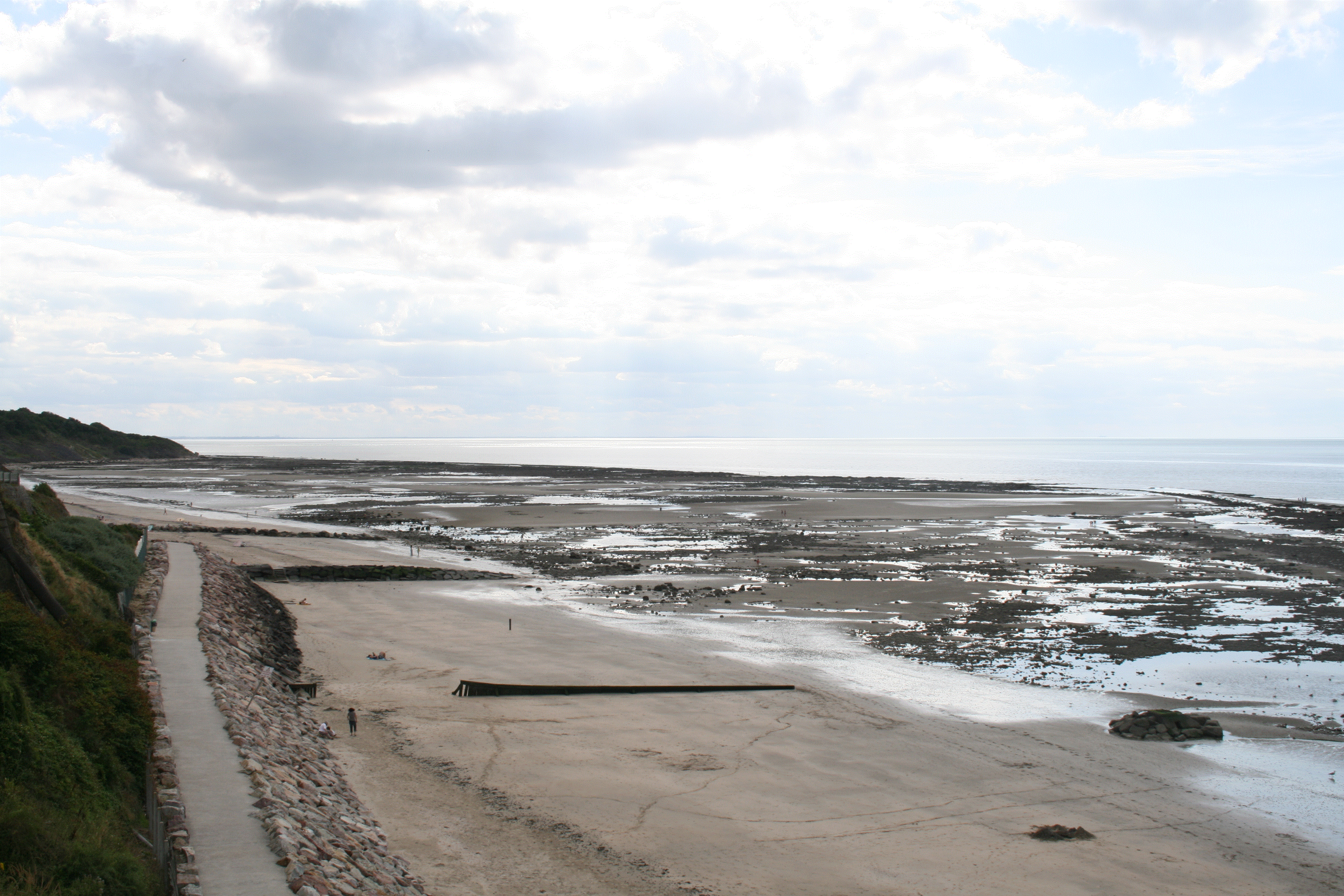
Villerville strand 01 (2009)
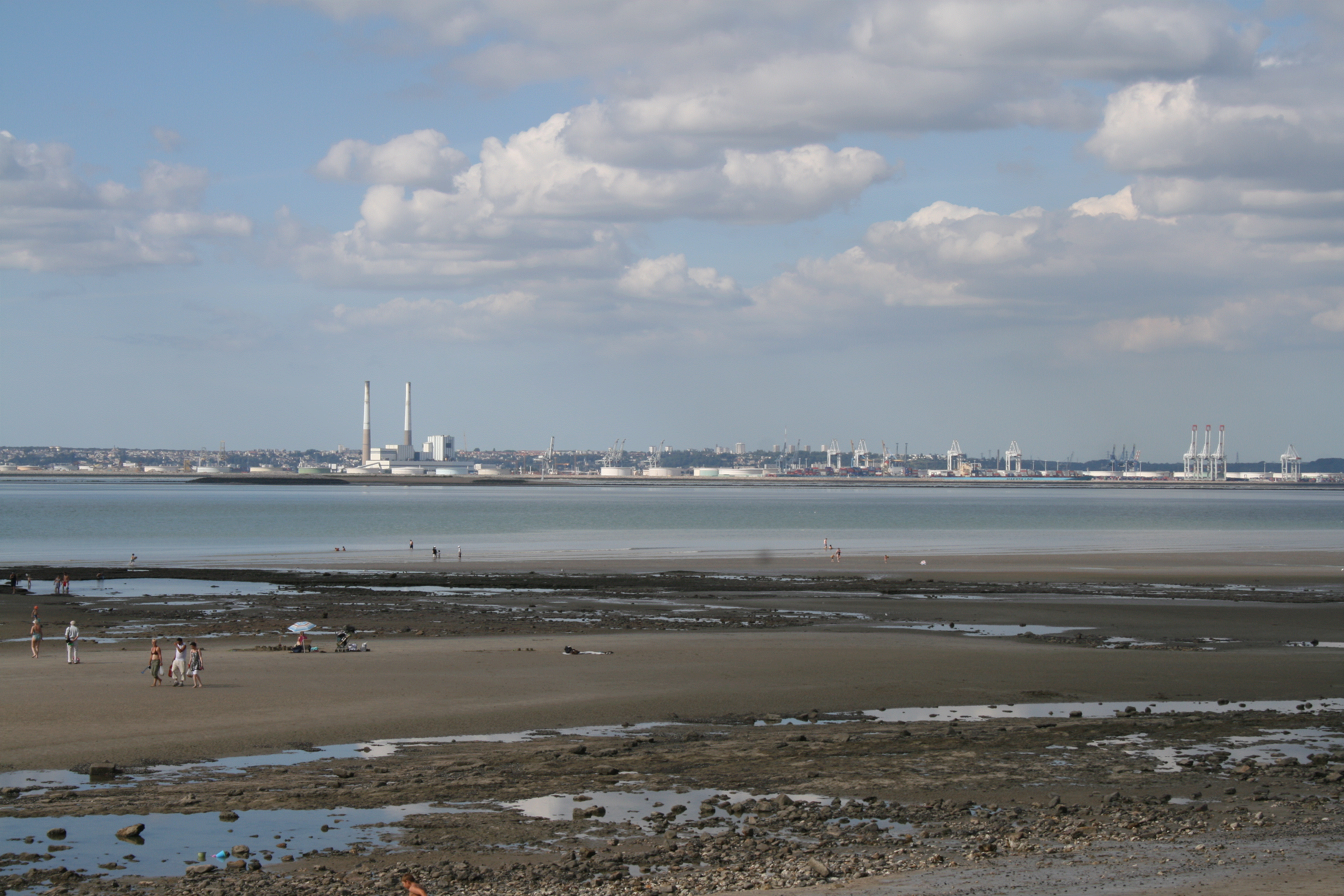
Villerville Uitzicht op Le Havre (2009)
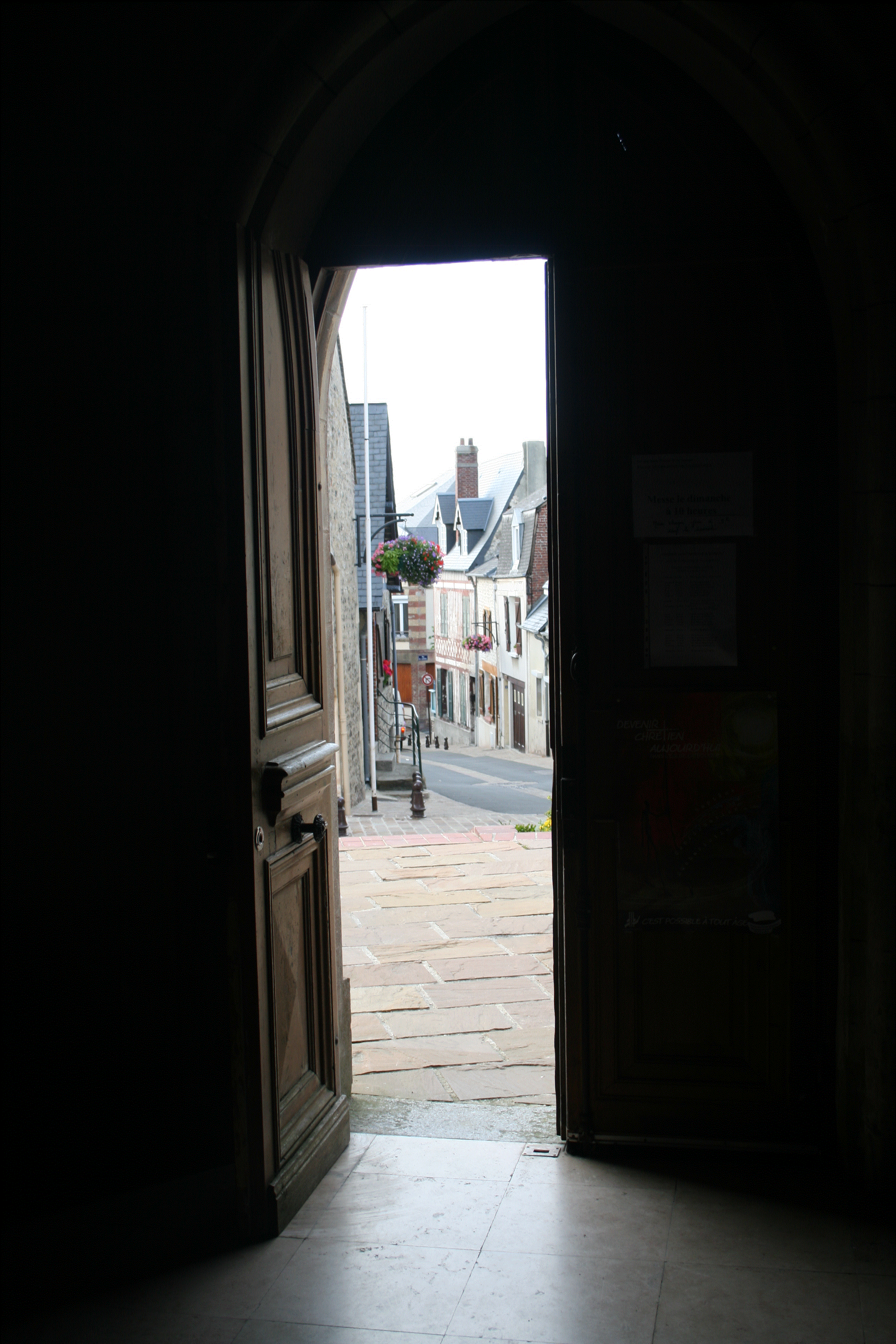
Villerville vanuit de kerk (2009)
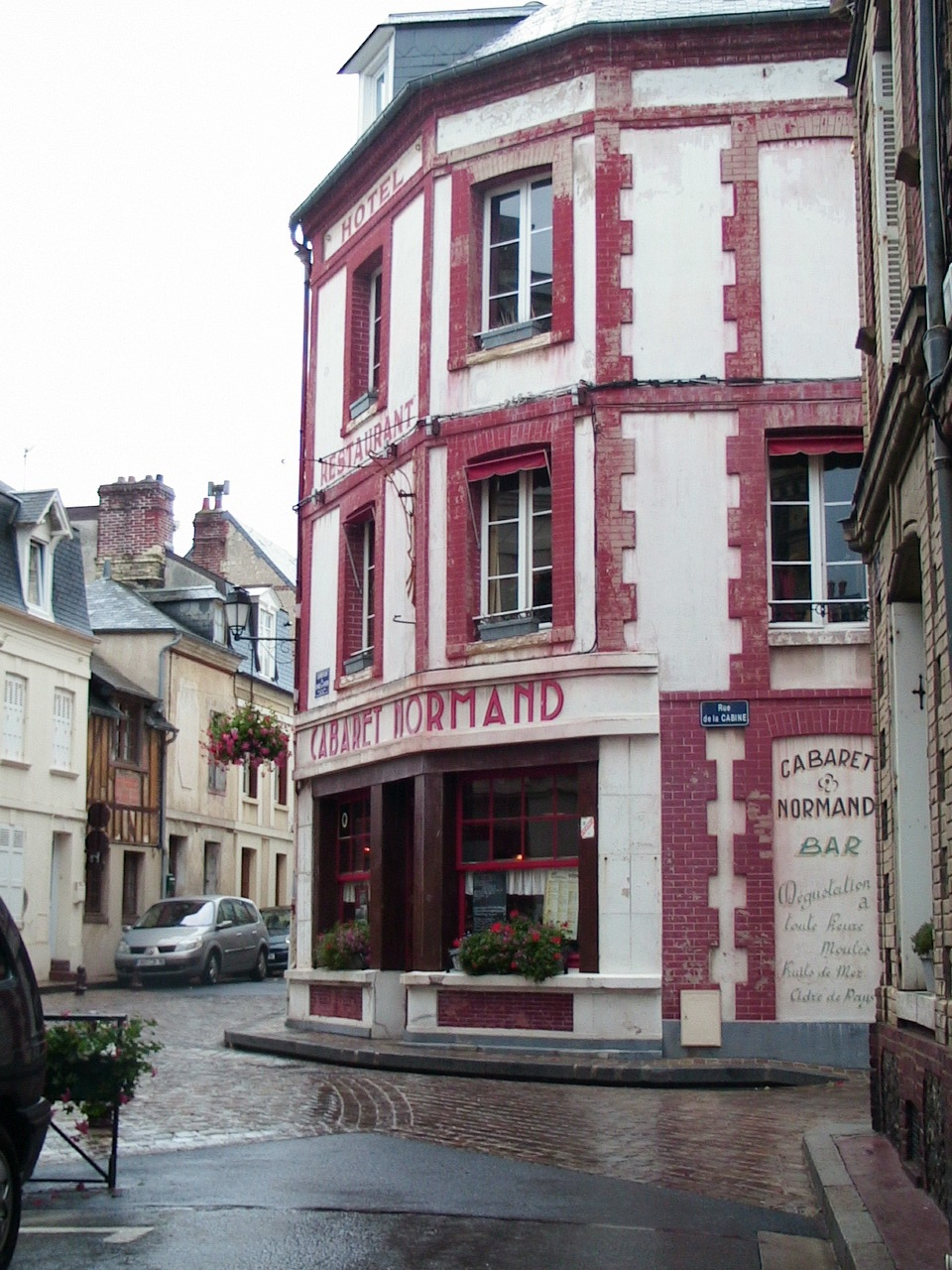
Het restaurant Le Cabaret Normand, waar de film "Un singe en hiver" deels is opgenomen.